# 伯納德·鐵克丕堤
伯納德·鐵克丕堤（Bernard Tekpetey，1997年9月3日—），是一名迦納職業足球員，現時效力於保加利亞甲組足球聯賽球會盧多格德斯。司職前鋒。

## 球會生涯
鐵克丕堤為史浩克04的青訓球員。2016年11月24日，他於對陣尼斯時，首次於歐洲賽事上陣。

## 國家隊生涯
鐵克丕堤首次得到成年隊的徵召，入選了加納國家足球隊參加2017年非洲國家盃的大軍名單。2017年1月25日，他在對陣埃及國家足球隊首次代表國家隊上陣，可是加納以0比1失利。

## 生涯統計
截至2016年12月7日
| 球會     | 賽季        | 聯賽             | 聯賽 | 聯賽 | 盃賽 | 盃賽 | 歐洲賽事 | 歐洲賽事 | 總計 | 總計 |
| 球會     | 賽季        | 聯賽             | 出場 | 入球 | 出場 | 入球 | 出場     | 入球     | 出場 | 入球 |
| -------- | ----------- | ---------------- | ---- | ---- | ---- | ---- | -------- | -------- | ---- | ---- |
| 史浩克04 | 2016-17賽季 | 德國甲組足球聯賽 | 1    | 0    | 0    | 0    | 1        | 0        | 2    | 0    |
| 生涯總計 | 生涯總計    | 生涯總計         | 1    | 0    | 0    | 0    | 1        | 0        | 2    | 0    |

## 外部連結
- fussballdaten.de：Bernard Tekpetey之統計數據 （德文）